# Floridai szabalpálma
A floridai szabalpálma vagy floridai bozótpálma (Sabal etonia) a pálmafélék (Areacea) családjának egy faja
A fajt először Walter Tennyson Swingle amerikai botanikus írta le 1896-ban Floridában, Eustis környékén 1894-ben gyűjtött gyűjtemény alapján.

## Elterjedése
Florida (USA) őshonos, endemikus növénye, de Georgia államban (USA) is megtalálható. Főleg a jó vízelvezetésű homokos talajú lankás dűlőket, dombhátakat kedveli. Veszélyeztetett erdőtársulást képez Floridában őshonos örökzöld bozóttölgyekkel (homoki tölgy (Quercus geminata), mirtuszlevelű tölgy (Quercus myrtifolia), Quercus chapmanii, Quercus inopina), valamint a fűrészpálmával (Serenoa repens), illetve a floridai rozmaringgal (Ceratiola ericoides) és a fövenyfenyővel (Pinus clausa).

## Leírása

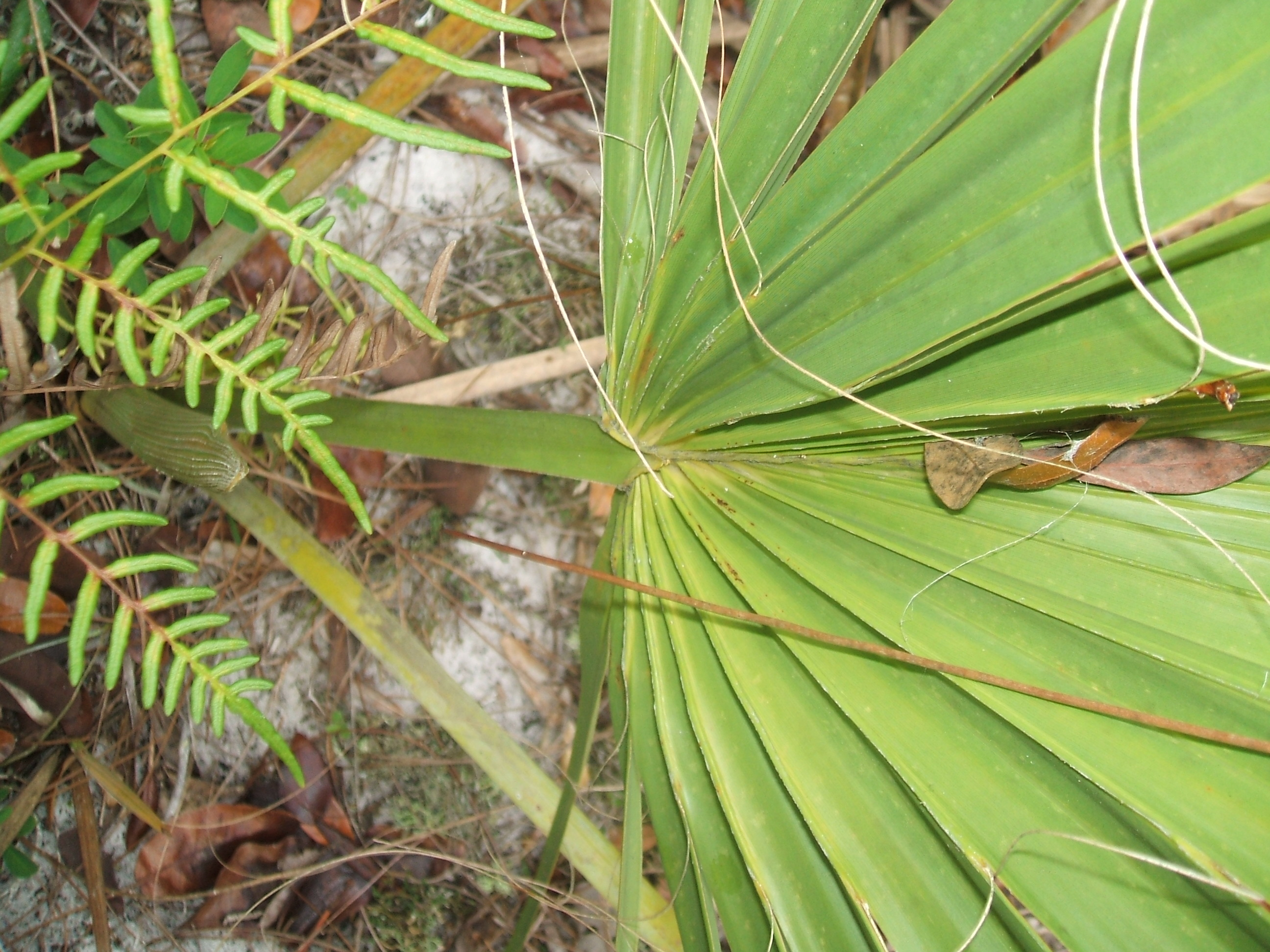

Szára és központi csúcsrügye jellemzően a föld alatt található (bozóttüzek ellen így védekezik), de a föld felett is képes (kötöttebb talajokon) akár 2 méter magasra nőni. A növények általában 4-7 levelet hajtanak, egyenként 25-50 levélkével. Bozóttűz után viszonylag könnyen újul, a föld alatti csúcsrügyből pár nap alatt új hajtásokat növeszt. Nagyszámú, kis, fehér, illatos virágai virágzatba rendeződnek, mely elágazó bokros megjelenésű és tengelye rövidebb, mint a levelek hossza. Termése barnás-fekete gyümölcs. A gyümölcs 0,8-1,5 cm átmérőjű.

## Fordítás
Ez a szócikk részben vagy egészben a Sabal etonia című angol Wikipédia-szócikk fordításán alapul.  Az eredeti cikk szerkesztőit annak laptörténete sorolja fel. Ez a jelzés csupán a megfogalmazás eredetét és a szerzői jogokat jelzi, nem szolgál a cikkben szereplő információk forrásmegjelöléseként.